# 尤金·卡巴斯基
叶夫根尼·瓦连京诺维奇·卡巴斯基（1965年10月4日—），通称尤金·卡巴斯基，是俄罗斯计算机安全专家、企業家，IT安全公司卡巴斯基實驗室的CEO。他于1997年与人合伙共同创办了卡巴斯基实验室，还作为研究负责人参与了政府资助的网络战。而他一直倡导禁止网络战的国际条约。
卡巴斯基于1965年出生在苏联新罗西斯克，1987年毕业于密码学、电信与计算机科学研究所，获得数学工程与计算机技术学位。1989年，他工作的电脑感染了Cascade病毒，于是他开发了一个程序並将其成功删除，这一事故引起了他对IT安全领域的兴趣。在他的帮助下，卡巴斯基实验室通过安全研究和销售产品不断成长，最终他在2007年成为卡巴斯基实验室首席执行官并担任至今。

## 早年经历
尤金·卡巴斯基的父亲是一名工程师，母亲則为历史档案保管员。他在莫斯科附近长大，并在9岁时搬到市区。卡巴斯基在儿时就表现出了对数学和技术的兴趣，他會利用闲暇时间阅读数学方面的书籍，並且在14岁時获得了数学竞赛第二名。其后卡巴斯基就读由莫斯科国立大学管理的柯尔莫哥洛夫寄宿学校，专門研習数学，而当时他还是苏联共產主義青年团团员。
卡巴斯基16岁进入由俄罗斯军方和克格勃赞助的密码学、电信与计算机科学研究所，开始了为期5年的学习（当时，俄罗斯最负盛名的几个数学学校都由克格勃赞助），而后他于1987年毕业，获得了数学工程和计算机技术学位。
毕业后，卡巴斯基在苏联军方担任软件工程师。1987年，他在克格勃度假区舍维尔斯寇叶（Severskoye）遇到了后来成为其第一任妻子的娜塔莉亚·卡巴斯基。

## 卡巴斯基实验室

### 创立
尤金·卡巴斯基对IT安全的兴趣始于1989年，在为国防部工作时，他的电脑被Cascade病毒感染。在研究了病毒的工作原理后，他编写了一个程序将其删除。后来，他不断发现新的病毒并开发反制软件，並以此为爱好。早期的卡巴斯基反病毒软件只有40个病毒定义，主要给予他的朋友使用。
1991年，卡巴斯基的服役期提前结束，在他离开国防部後，入職了一家私营公司KAMI的信息技术中心並在此工作，以便全力投入他的防病毒产品的开发。他和同事改进了软件，于1992年发布为一个名为Antiviral Toolkit Pro的产品。起初，每月大约有10个客户购买软件，客户主要是乌克兰和俄罗斯的公司，他每月能赚100美元。卡巴斯基未来的妻子娜塔莉亚·卡巴斯基当时在KAMI和他是同事。
1994年，德国汉堡大学在对杀毒软件的竞争分析中把卡巴斯基的软件列为第一名，这使得卡巴斯基有了更多来自欧洲和美国的业务。3年后，卡巴斯基与妻子和朋友创立了卡巴斯基实验室。娜塔莉亚任CEO，尤金为研究主管。次年，CIH病毒（又名切尔诺贝利病毒）为卡巴斯基的反病毒产品创造了契机，卡巴斯基聲称这是当时唯一可以清除此病毒的软件。据《连线》报道，“他们的软件当时十分先进”。例如，它是第一个允许内网安全软件的用户观察恶意软件在隔离的沙箱中运行的软件。
卡巴斯基的公司在20世纪90年代末迅速成长。从1998到2000年，公司年收入增长了280％，到2000年，将近60％的收入来自国际业务。2000年，公司员工从成立之初的13人增加到了65人。同年，一家美国公司开始使用该产品的名字，而当时这一名称并未注册为商标，后来卡巴斯基把反病毒产品更名为Kaspersky Antivirus。

### 发现威胁
卡巴斯基以研究主管的身份撰写了一些关于病毒的文章，并参加会议推广软件。他经常以防病毒专家的身份被技术出版社引用。他帮助建立了公司的全球研究与专家分析团队（GReAT），协助企业和政府调查IT安全威胁。最初，他告诉团队不要公开讨论网络恐怖主义，防止政府从中得到一些击垮政治对手的想法。《虎胆龙威4》上映后，他说现在可以公开讨论了。卡巴斯基聘请了能识别震网蠕虫的研究员，这被认为是国家支持网络武器的第一个例子。之后，公司应国际电信联盟的要求披露了火焰病毒。该病毒据信已被用于中东国家的网络间谍活动。
卡巴斯基实验室因发现网络安全威胁而名声在外。2015年，卡巴斯基和实验室发现了一群名为Carbanak的黑客，这些人从银行偷取钱财。他们还披露了Equation Group，该团体开发了用于监控桌面活动的高级间谍软件，被认为隶属于美国国家安全局。根据《经济学人》的报道，正是这些发现，加上卡巴斯基“不懈的销售人员”和公司的防病毒产品使卡巴斯基实验室少见地成为了国际公认的俄罗斯公司。

### CEO
卡巴斯基于2007年成为卡巴斯基实验室的首席执行官。据《今日美国》2008年的一篇文章，他每年到二三十个国家推广卡巴斯基实验室的产品。2009年初，IT网站CRN称他的个性促进了公司的成长，使其从“默默无闻到紧咬知名竞争对手”。当时，卡巴斯基实验室是第四大端点安全公司，其为企业市场推出了新产品，并扩大销售渠道。
2011年，卡巴斯基决定不让公司上市，称上市会导致决策缓慢，并阻碍长期的研发投资。这导致一众公司高层离职，包括他的前妻和联合创始人。另一离职高峰发生在2014年，事因是对如何运营公司的分歧。
卡巴斯基实验室为自己辩护了一些无关紧要的专利权要求，比大多数IT公司更为积极。在2012年专利巨魔信息保护和身份验证（IPAC）诉讼案中，卡巴斯基实验室不像其他公司一样支付费用，是IPAC控告的35家公司中唯一一家将案件提交到法院的公司。最终卡巴斯基胜诉。同样是2012年，另一家公司Lodsys起诉卡巴斯基和其他54家公司侵犯专利权，而卡巴斯基的态度也导致申请人撤销了针对卡巴斯基的案件。
TechWorld报道，公司不愿解决索赔很可能是因为尤金“只是讨厌”专利巨魔。他在个人博客中称这些人为“寄生虫”和“IT诈骗者”。卡巴斯基自己是多项专利的共同作者，其中一项是一个基于约束和属性的安全系统，用于控制软件的组件交互。
截至2012年，卡巴斯基一直致力于软件开发，以保护發电厂等关键基础设施免受网络战的损害。他每年都会举办一个新年派对，邀请约1500名嘉宾，并在有异国风情的地方举办卡巴斯基会议。

## 主张
尤金·卡巴斯基在政治家和安全专家中具有一定影响力。他一直积极提出关于网络战可能以关键基础设施为目标的警告。他经常在会议上倡导禁止政府资助的网络攻击的国际网络战条约。
在Stuxnet蠕虫攻击事件后，卡巴斯基提出互联网需要更多的监管与规定。其中一个想法是让互联网的部分区域匿名，而更安全的区域需要用户身份验证。例如，核电厂的网络可以经数字护照验证身份后才能访问。他认为目前匿名性的主要受益者是网络犯罪分子和黑客。
卡巴斯基说互联网上的匿名者可以通过代理保护自己，由负责任的国际机构维护一组在线身份对应现实身份的记录。一些安全专家认为包含互联网用户真实身份的集中数据库将是“隐私灾难，对小偷极具吸引力。”《世纪报》称它“听起来有点太接近‘老大哥’方案，让人不舒服”，《连线》报道卡巴斯基的观点与俄罗斯政府的政策高度一致。
因为卡巴斯基的论点，许多组织一直在考虑减少隐私以提高安全性。在Slashdot的采访中，卡巴斯基说互联网应该分为三个区域：红色区域用于投票、网上银行和其他需要互联网ID的“关键交易”；灰色区域的网站访问可能只需要验证年龄而非身份；绿色区域用于博客、新闻和“与你的言论自由有关的一切”。他提出红色网站的“特殊代理”，只有在可疑不法行为的情况下才允许披露用户的身份。

## 争议

### 隶属俄罗斯指控
尤金·卡巴斯基先前在俄罗斯军方和在克格勃赞助的技术学院的工作教育经历引发了争议，即他是否利用自己的位置推动俄罗斯政府的利益与情报工作。卡巴斯基说，在他有了第一批美国客户后，俄罗斯机构就开始指控他与外国有可疑联系。他花费大量工作时间，试图让政府和组织信任他和卡巴斯基软件。
《连线》称卡巴斯基的批评者指责他利用公司为俄罗斯情报部门监视用户。例如，俄罗斯联邦法律要求俄罗斯电信公司需在必要情况下配合政府的军事和间谍行动。卡巴斯基说，他的公司从未被要求修改软件用于间谍活动，并称指控者为“冷战妄想狂”。卡巴斯基的员工认为此事“不可信”，监视用户不利于公司业务，公司与俄罗斯FSB的关系有限。
高德纳公司表示，“没有证据表明他们在软件中留有后门或与俄罗斯黑手党或政府有任何关系……但仍令人担心的一点是，你在俄罗斯经营就必须受执政党控制。”《Computing》嘲笑了一些更极端的间谍指控，但表示没有与俄罗斯政府内部的关系，俄罗斯企业不可能增长到卡巴斯基实验室的规模。NPR记者还表示卡巴斯基不太可能使用其软件进行间谍活动，因为这会让公司业务承受风险，但卡巴斯基对俄罗斯网络犯罪的不感兴趣有些不同寻常。彭博新闻社和《纽约时报》也表示卡巴斯基对发现来自俄罗斯的网络攻击不如来自其他国家那么积极。例如，他在2011年12月忽略或淡化了一系列拒绝服务攻击，这些攻击是为了扰乱批评俄罗斯政客的网上讨论。卡巴斯基还忽略了一个名为Sofacy的俄罗斯间谍软件，据称俄罗斯已使用该软件对付北约和东欧。另一方面，卡巴斯基在彭博社指控他忽视俄罗斯网络攻击的前两天发布了俄罗斯Crouching Yeti网络攻击的信息。当时，公司发表了11份有关俄罗斯恶意程序的报告。竞争对手火眼称，即使在美国，调查自己政府实施的网络犯罪也十分尴尬。
彭博社2015年3月的一篇文章称，卡巴斯基实验室中曾在俄罗斯军事和情报机构工作过的行政职员越来越多。《新闻与观察家》报称，卡巴斯基“回应强烈，反击彭博社的指责，并批评他们为了编织一个绘声绘色的反俄故事而把事实抛到九霄云外。”火眼也表示，许多美国IT公司也有以前在政府军事和情报机构工作的高管。NPR报道卡巴斯基与俄罗斯网络安全机构的合作越来越密切，以抓捕网络犯罪分子。卡巴斯基也证实俄罗斯机构是其政府客户之一。
2017年5月，美国国家安全局（NSA）局长麦克·罗杰斯（Mike Rogers）告知美国参议院情报委员会，称NSA正在审查美国政府对卡巴斯基软件的使用情况，其担心俄罗斯情报部门会通过软件进行间谍活动或发起针对美国数字基础设施的网络攻击。美国广播公司报道称国土安全部已在二月份发表了一份关于卡巴斯基实验室可能与俄罗斯情报机构存在联系的秘密报告，FBI正在调查此事。国防情报局（DIA）负责人文森特·斯图尔特（Vincent Stewart）表示，他的机构正“追踪卡巴斯基及其软件”。尤金·卡巴斯基在一份新闻稿中否认他的软件目前或可能被用于此类用途，指出“作为一家私营公司，卡巴斯基实验室与任何政府都没有关系，公司从来没有帮助过，也不会帮助世界上任何政府进行网络间谍活动”。他还表示，美国不想使用他公司的软件是出于政治原因，并称这些指控是“毫无根据的阴谋论”。

### 反病毒欺骗指控
2015年8月，两名卡巴斯基前员工声称该公司将经过修改的文件混入VirusTotal社区反病毒数据库，以欺骗竞争对手的程序触发误报。误报的结果是一些未感染的重要文件会被禁用或删除。指控还称卡巴斯基本人已下令采取行动专门针对竞争对手，包括他认为复制其软件的中国公司。据报道部分2009年的电子邮件被泄露给路透社，其中一封写着卡巴斯基要威胁竞争对手，“把他们溺死在马桶里”，这是来自弗拉基米尔·普京的流行短语。卡巴斯基实验室否认了这些指控。

## 个人生活
尤金·卡巴斯基和妻子以及5个孩子住在俄罗斯莫斯科。他和第一任妻子于1998年离婚。2011年4月21日，他当时20岁的儿子伊万遭到绑架，绑匪要求440万美元的赎金。卡巴斯基与FSB的一个朋友以及俄罗斯警察合作追踪绑匪的电话。警方设下陷阱，救出伊万，并逮捕了多名绑匪。这一事件影响了卡巴斯基的个人安全感。他现在出行会带保镖并加强安全措施。
卡巴斯基是俄罗斯最富有的人之一。他的净资产约10亿美元。据《连线》称，他“树立了一个烧钱的野人形象。”他对赛车有兴趣，以在赛道上开跑车为乐。他赞助了各种“古怪的项目或科学项目”，如法拉利F1赛车队。卡巴斯基自己有一辆宝马M3。他称自己为“肾上腺素瘾君子”。他曾在俄罗斯的火山上徒步旅行，并预约了维珍银河提供的太空旅行。他经常旅行，并在他的个人博客上记述经历。业余时他还喜欢摄影。
卡巴斯基不喜欢穿正装，通常穿牛仔裤和衬衫。他还支持IT安全领域的大学项目与竞赛。